# Pedro Joaquín Coldwell, Mexiko
Pedro Joaquín Coldwell är en ort i Mexiko.   Den ligger i kommunen Othón P. Blanco och delstaten Quintana Roo, i den östra delen av landet, 1 100 km öster om huvudstaden Mexico City. Pedro Joaquín Coldwell ligger 46 meter över havet och antalet invånare är 786.
Terrängen runt Pedro Joaquín Coldwell är platt. Runt Pedro Joaquín Coldwell är det glesbefolkat, med 16 invånare per kvadratkilometer. Närmaste större samhälle är Javier Rojo Gómez, 2,9 km nordväst om Pedro Joaquín Coldwell. Omgivningarna runt Pedro Joaquín Coldwell är en mosaik av jordbruksmark och naturlig växtlighet.